# Кандрёнков, Андрей Андреевич
Андре́й Андре́евич Кандрёнков (29 августа [11 сентября] 1915, с. Русский Шебдас, Пензенская губерния — 13 июля 1989, Москва) — советский партийный и государственный деятель. Первый секретарь Калужского обкома КПСС (1961—1983). Член ЦК КПСС.
Депутат Верховного Совета РСФСР 4—5-го созывов. Депутат Совета Союза Верховного Совета СССР 6—9-го и 10-го созывов.
Делегат XIX, XX, XXII, XXIII, XXIV, XXV, XXVI съездов КПСС.

## Биография
Родился в селе Русский Шебдас (ныне — в Рузаевском районе Мордовии) в семье рабочего. В 1937 году окончил Комлянский сельскохозяйственный техникум имени В. И. Ленина по специальности «агроном». Работал старшим агрономом районного земельного отдела в Мордовской АССР (1937—1938); в 1938—1939 годы служил в Красной армии. В 1939—1940 — заместитель директора машинно-тракторной станции.
С 1940 года — на комсомольской работе: 1-й секретарь Раменского городского комитета ВЛКСМ (1940—1942), заведующий отделом Московского областного комитета ВЛКСМ (1942—1943).
В 1943 году призван в РККА; после окончания в 1944 году Военно-политического училища командовал батальоном на Западном фронте. В январе 1945 года демобилизован в связи с ранением.
С 1945 года — на партийной работе: первый секретарь Раменского, затем (1948) Ногинского городских комитетов ВКП(б), в 1950—1956 первый секретарь Каширского горкома ВКП(б)/КПСС. С октября 1956 года — инструктор отдела партийных органов ЦК КПСС.
В 1957 году переехал в Калугу. Работал вторым секретарём Калужского обкома КПСС (1957—1961), председателем Калужского облисполкома (1961). В августе 1961 года был избран первым секретарём Калужского обкома КПСС и находился на этой должности до декабря 1983 года (в 1963—1964 — 1-й секретарь Калужского сельского обкома КПСС). Жил на улице Космонавта Комарова.
В 1959 году окончил Московскую ветеринарную академию по специальности «учёный зоотехник». Кандидат экономических наук (1976).
При участии А. А. Кандренкова построены научно-исследовательские институты КНИИТМУ, ВНИИМЭТ, заводы «Конструктор», «Тайфун», объединение «Гранат» и другие предприятия. Основаны Калужский факультет МВТУ им. Н. Э. Баумана, филиал техникум электронных приборов, вузы в городе Обнинске.
Избирался депутатом Верховного Совета РСФСР 4-го (от Московской области, 1955—1959) и 5-го (от Калужской области, 1959—1963) созывов, депутатом (от Калужской области) Совета Союза Верховного Совета СССР 6-го (1962—1966), 7-го (1966—1970), 9-го (1974—1979), 10-го (1979—1984) созывов.
Был делегатом XIX, XX, XXII, XXIII, XXIV, XXV, XXVI съездов КПСС, на которых был избран кандидатом в члены ЦК КПСС (1961—1976), членом ЦК КПСС (1976—1986).
Вышел на пенсию в 1983 году в возрасте 68 лет. Скончался 13 июля 1989 года в Москве и похоронен на Троекуровском кладбище (уч. 1).
Автор книги «Калужская деревня» (М.: Колос, 1970. — 232 с.).

## Награды
- три ордена Ленина[1][4]
- орден Октябрьской Революции[1][4]
- два ордена Трудового Красного Знамени[1][4]
- орден Дружбы народов[1][4]
- орден Отечественной войны I степени (6.4.1985)[20]
- 11 медалей
- почётный гражданин Калужской области (20.12.2007)[21].

## Память
26 февраля 2009 года в Калуге открыта мемориальная доска на здании главного корпуса Калужского филиала МГТУ им. Баумана.